# Eucoelium coronaria
Eucoelium coronaria är en sjöpungsart som först beskrevs av Monniot 1988.  Eucoelium coronaria ingår i släktet Eucoelium och familjen Polycitoridae. Inga underarter finns listade i Catalogue of Life.